# PEG2000 DMG
Il PEG2000 DMG è un lipide sintetico formato dalla PEGilazione del miristoil digliceride. Viene utilizzato per produrre nanoparticelle lipidiche che vengono utilizzate nei vaccini a mRNA: per questo motivo rientra, in particolare, nella composizione di vaccini a mRNA contro il COVID-19, come quello prodotto da Moderna. 